# Sergentomyia logonensis
Sergentomyia logonensis är en tvåvingeart som först beskrevs av Rageau 1951.  Sergentomyia logonensis ingår i släktet Sergentomyia och familjen fjärilsmyggor. Inga underarter finns listade i Catalogue of Life.